# Syngrapha cryptica
Syngrapha cryptica is een vlinder uit de familie van de uilen (Noctuidae). De wetenschappelijke naam van de soort is voor het eerst geldig gepubliceerd in 1978 door Eichlin & Cunningham.